# Classcraft
Classcraft est une application web créée par Shawn Young (Québécois d’origine) permettant aux professeurs de diriger un jeu de rôle dans lequel leurs élèves incarnent différents personnages,.
Ce concept a été créé par Shawn Young, lui-même enseignant, en 2013,.

## But du jeu
Classcraft est utilisé comme supplément à l’éducation et change la façon d'enseigner. Il est développé afin d'encourager le travail d’équipe, augmenter la motivation des participants et favoriser un meilleur comportement en classe,.

## Principe de fonctionnement
En utilisant plusieurs des conventions que l'on retrouve dans les jeux vidéo modernes, les élèves atteignent des niveaux supérieurs, travaillent en équipe et acquièrent des pouvoirs qui ont un impact réel sur leur vie. Agissant comme une couche de ludification autour de n'importe quel curriculum, le jeu transforme la façon dont les élèves vivent l'enseignement dans la classe et ce, tout au long de l'année.
Chaque joueur (élève) fait partie d'une équipe (de mages, de guerriers et de guérisseurs) avec d'autres coéquipiers.  Un système de points de vie, de points d'action et points d'expérience permet à chaque joueur de tomber au combat, d'augmenter d'un niveau, de gagner des points d’expérience. Ce qui a des conséquences sur l'équipe.
Chaque joueur peut débloquer des pouvoirs (différents selon les classes), pour s'aider lui-même ou son équipe.
On dénombre actuellement 3 classes de joueurs : le guerrier, le mage ou le guérisseur. Chaque classe est spécialement conçue pour correspondre à différents types d'élèves.
Chaque classe possède des pouvoirs différents. Par exemple, un des pouvoirs de base du mage s'appelle "Transfert de mana", et permet au mage de donner quelques points d'action à tous les joueurs de son équipe, sauf les mages.  Les classes de personnages sont interdépendantes, ainsi une équipe qui n'inclut pas un joueur de chaque classe est vouée à l'échec.
Les joueurs doivent donc créer des stratégies d'équipes pour empêcher qu'un coéquipier ne tombe au combat, ou pour s'assurer de monter de niveau et ainsi acquérir de nouveaux pouvoirs.
Classcraft est considéré comme une forme de ludicisation de la gestion de classe.

## Réception
En date de juillet 2014, 7 000 professeurs dans 50 pays différents ont adopté Classcraft comme supplément à l’éducation. À l'automne 2014, le journal L’actualité mentionne que 1000 classes un peu partout dans le monde utilisaient cette méthode.
Au moment où le site a été mis en ligne au printemps dernier, la tendance sur Reddit indiquait 130 000 visiteurs uniques par jour.

## Tarification
Classcraft propose plusieurs versions du jeu :
- Version gratuite, qui permet au enseignants et aux élèves de jouer au jeu[11].
- Formule Freemium, qui permet aux utilisateurs, en plus de jouer au jeu, d'acheter des pièces d'or, d'avoir accès aux application iOS et Android, de bénéficier d'un système de gestions des apprentissages en ligne, d'avoir accès aux statistiques de jeu détaillées de la progression des joueurs[11].
- Formule Premium, aucun achat de la part des élèves, les pièces d'or sont distribuées par l'enseignant.  Cette formule inclut aussi l'accès aux application iOS et Android, le système de gestions des apprentissages en ligne, l'accès aux statistiques de jeu détaillées de la progression des joueurs[11].

## Médias
Classcraft est un concept encore peu connu en France mais commence à être médiatisé dans certains flux d'actualités spécialisés comme Hitek ou École Branchée.